# Désirs d'avenir
Pour les articles homonymes, voir DDA.

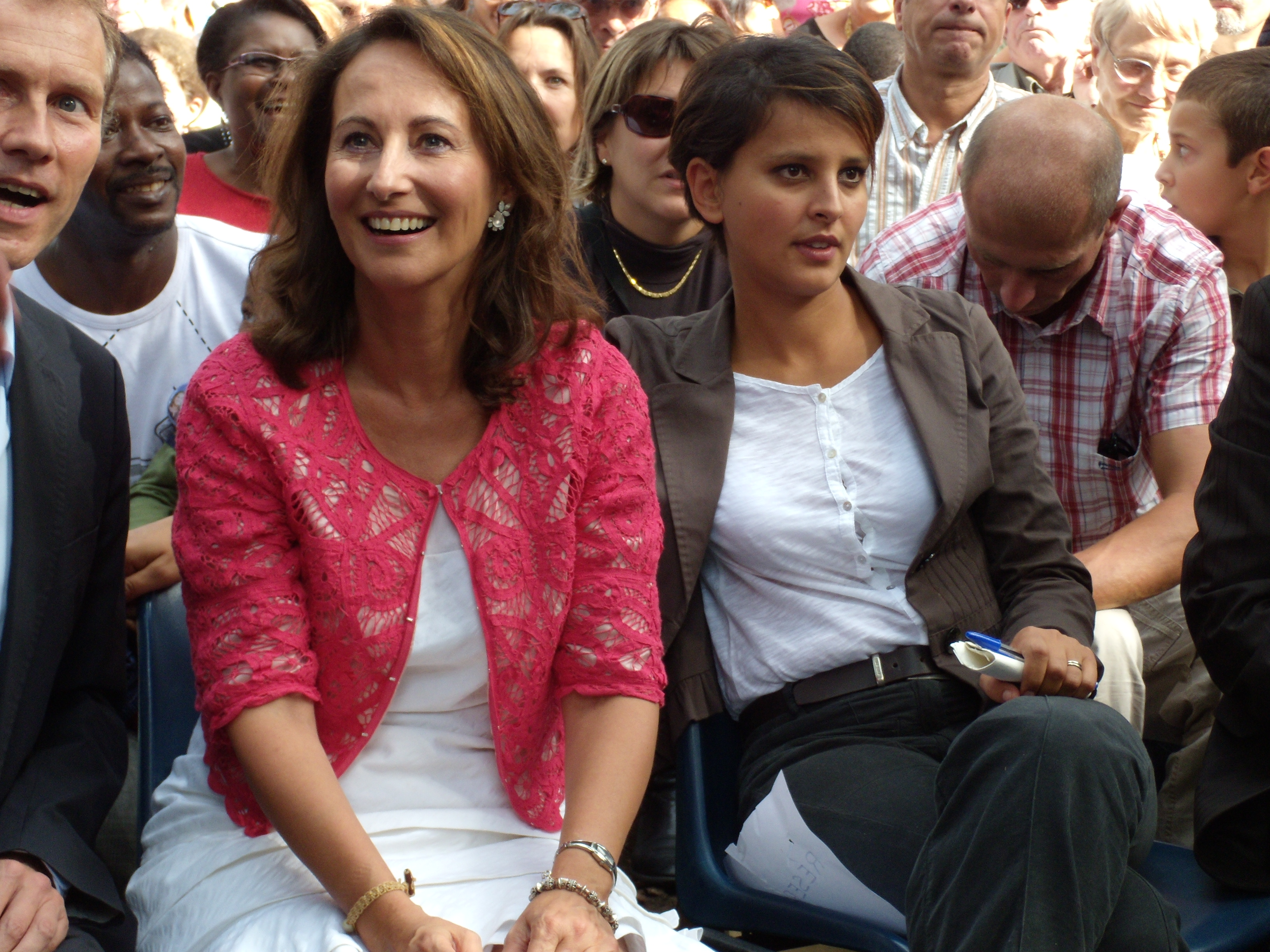
Guillaume Garot, Ségolène Royal et Najat Belkacem lors de la « Fête de la Fraternité » de 2009.

Désirs d’avenir (DDA) est une association fondée autour de Ségolène Royal pour soutenir son action politique en marge du Parti socialiste. 
Créée en décembre 2005 par Christophe Chantepy et Sophie Bouchet Petersen, elle est présidée à partir de novembre 2007 par l’avocat Jean-Pierre Mignard, puis par Ségolène Royal en septembre 2009. Son budget en 2008 aurait été de 400 000 € (50 % adhésions, 50 % dons).
En février 2006, l'association lance le site desirsdavenir.org afin de préparer la campagne présidentielle de Ségolène Royal en recueillant des idées de manière participative. L'association soutient ainsi la candidate socialiste lors de la Primaire socialiste de 2006 et lors de l'élection présidentielle de 2007.
Le sociologue Patrice Flichy indique que le résultat fut mitigé :

« Cette nouvelle forme de participation électronique a été au cœur du site de Ségolène Royal « Désirs d’avenir ». Il s’agissait là aussi de faire appel à des expertises ou des témoignages spécifiques venant de la base, au-delà du parti. Le résultat est mitigé. D’un côté, le lectorat fut faible (125 000 "visiteurs uniques" par mois, soit 10 % du lectorat du site de Libération), de l’autre, la production militante fut considérable (en octobre 2006, 45 000 messages avaient été écrits). »

— Patrice Flichy, Internet et le débat démocratique (2008)
Le 15 septembre 2009, le lancement du nouveau site de l’association est un échec selon de nombreuses sources, qui critiquent son amateurisme, une mauvaise ergonomie et les difficultés pour y accéder alors que Ségolène Royal devait y faire une déclaration attendue à propos des soupçons de fraude lors de l’élection de Martine Aubry comme première secrétaire du Parti socialiste,,,.
Désirs d’avenir est aussi le titre d'un livre de Ségolène Royal publié en 2006 aux éditions Flammarion  (ISBN 978-2080688057).